# جون بيلامي فوستر
جون بيلامي فوستر (بالإنجليزية: John Bellamy Foster)‏ هو عالم اجتماع وصحفي أمريكي، ولد في 19 أغسطس 1953 في سياتل في الولايات المتحدة.

## وصلات خارجية
- الموقع الرسمي